# Núcleos cerebelares profundos
O cerebelo possui quatro núcleos cerebelares profundos inseridos no centro de sua substância branca: denteado, interpolados (emboliforme e globoso) e fastigial.

## Inputs
Esses neurônios recebem inputs inibitórios (GABAérgicos) de células de Purkinje no córtex cerebelar e inputs excitatórios (glutamatérgicos) a partir das vias das fibras musgosas e das fibras trepadeiras A maioria dos outputs do cerebelo origina-se nesses núcleos. Uma exceção são as fibras que partem do lobo floculonodular em direção aos núcleos vestibulares sem passar pelos núcleos profundos. Os núcleos vestibulares no tronco encefálico são estruturas análogas aos núcleos profundos, já que elas necessitam inputs de fibras musgosas e células de Purkinje.

## Núcleos específicos
Da zona lateral até a medial, os 4 núcleos são o denteado, o emboliforme, o globoso e o fastigial. Alguns animais, incluindo os humanos, não possuem núcleos emboliformes e globosos distintos, possuindo, no lugar, um único núcleo interpolado. Em animais com núcleos emboliforme e globoso distintos o termo "núcleo interpolado" é utilizado frequentemente para descrever ambos.

## Topografia
Em geral, cada par de núcleo profundo está associado com uma região correspondente da anatomia cortical do cerebelo:

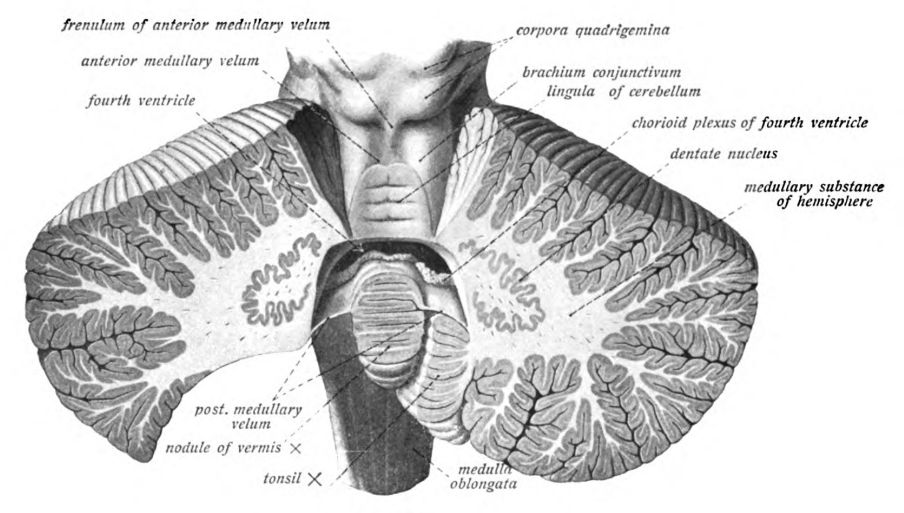
Corte transversal do cerebelo humano, mostrando o núcleo denteado, bem como o quarto ventrículo
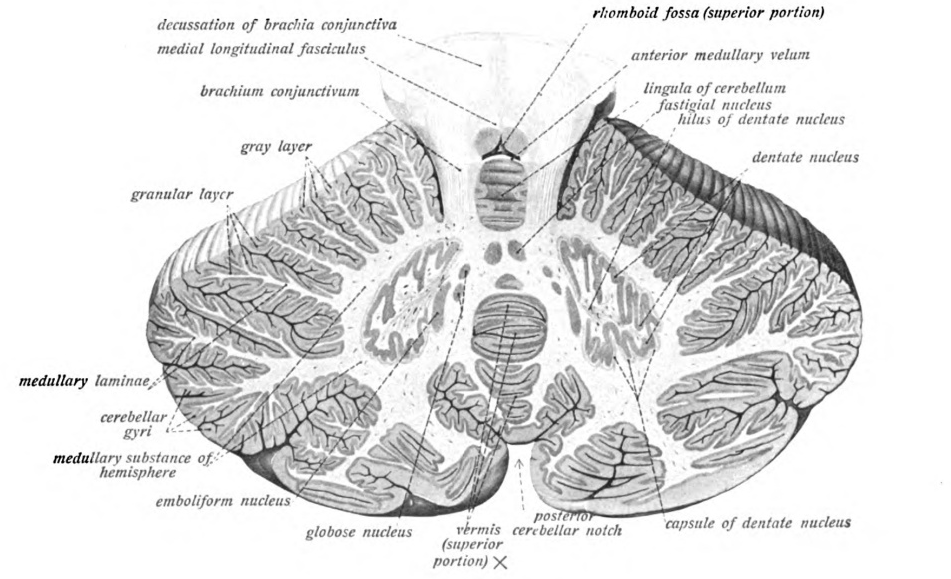
Corte transversal do cerebelo humano, mostrando o núcleo denteado e corte transversal do vermis

- Os núcleos denteados são encontrados profundamente em relação aos hemisférios laterais;
- Os núcleos interpolados (emboliforme e globoso) se encontram na zona paravermal (intermediária);
- Os núcleos fastigiais se encontram no vermis.

Essas relações estruturais são geralmente mantidas nas conexões neurais entre esses núcleos e o córtex cerebelar:
- O núcleo denteado recebe inputs principalmente dos hemisférios laterais;
- Os núcleos interpolados (emboliforme e globoso), do paravermis;
- E o fastigial, do vermis.